# Jan Van Dyke
Jan Van Dyke (15 de abril de 1941-3 de julio de 2015) fue una bailarina, coreógrafa, educadora de danza y erudita estadounidense, pionera de la danza moderna y contemporánea.

## Educación
Van Dyke se graduó de la Universidad de Wisconsin con una licenciatura en danza. Fue la primera persona admitida en el programa de Maestría en Artes en Danza de la Facultad Colombina de Artes y Ciencias de la Universidad George Washington. Recibió su Maestría en Artes de la Universidad George Washington en 1966. En 1989 se matriculó como estudiante de doctorado en la Universidad de Carolina del Norte en Greensboro, obteniendo un título en currículo y fundamentos educativos.

## Carrera
En 1967, Van Dyke fundó, con John Gamble, el estudio de danza Georgetown Workshop. En 1970 se mudó a Nueva York y estudió danza moderna con Merce Cunningham y en Martha Graham School y Alwin Nikolais School. Regresó a Washington D. C. en 1972 y estableció su propio estudio, Dance Project, que se convirtió en el líder en formación e interpretación de danza moderna en DC. El Proyecto de Danza fue diseñado para cultivar la danza moderna brindando capacitación técnica y oportunidades de actuación. Fundó una compañía de danza moderna, Jan Van Dyke and Dancers, que realizó numerosas giras por Estados Unidos y Europa. Van Dyke actuó con su compañía y también como solista. En 1980, la Asociación Metropolitana de Danza la honró en sus primeros premios anuales de danza por su trabajo en el área de DC. Dos años más tarde, trasladó su compañía de danza a San Francisco y se convirtió en miembro de la facultad de Footwork Studio. En 1985 disolvió su compañía y se mudó a Londres para enseñar en el Laban Dance Centre. Más tarde cambió el nombre de Dance Project a Dance Place y entregó la organización a Carla Perlo, y puso en marcha la organización Dance Project nuevamente en Greensboro, Carolina del Norte en 1989, cuando comenzó a trabajar en su doctorado en la Universidad de Carolina del Norte en Greensboro. Obtuvo un Ed.D. en currículo y fundamentos educativos y se convirtió en profesora en la Universidad de Carolina del Norte en Greensboro. Su libro, "Modern Dance in a Postmodern World" fue publicado en 1992. Van Dyke enseñó danza en la universidad durante veintitrés años y se desempeñó como Jefa del Departamento de Danza de 2006 a 2011, sucediendo a Larry Lavender, antes de convertirse en profesora emérita. Janet Lilly sucedió a Van Dyke como directora del departamento de baile.
Ella coreografió numerosas obras, incluidos ballets contemporáneos para el Washington Ballet y el Ballet Nacional de Washington D. C. y obras para estudiantes en la Academia de Artes Escénicas de Australia Occidental en la Universidad Edith Cowan en Perth mientras enseñaba allí durante un semestre en 2000.
Van Dyke y John Gamble se asociaron y formaron John Gamble/Jan Van Dyke Dance Company. Van Dyke fundó y dirigió el Van Dyke Dance Group, la Escuela de Artes de la Ciudad y el Proyecto de Danza de Carolina del Norte sin fines de lucro, que dirige el Festival de Danza de Carolina del Norte y tiene su sede en el Centro Cultural de Greensboro. Recibió una beca de coreografía de Carolina del Norte y fue becaria Fulbright en 1993. En 2001 recibió el Premio Anual de la Alianza de Danza de Carolina del Norte por sus contribuciones al desarrollo de la danza en Carolina del Norte. La revista Dance Teacher le otorgó el premio Dance Teacher Award for Higher Education en 2008. La Universidad de Carolina del Norte en Greensboro honró a Van Dyke con el Premio Gladys Strawn Bullard por Liderazgo y Servicio en 2010. En 2011, el United Arts Council of Greensboro le otorgó el premio Betty Cone Medal of Arts.
A principios de julio de 2015, Van Dyke renunció como directora del Proyecto y Escuela de Danza en City Arts debido al deterioro de su salud. La junta directiva de la organización seleccionó a Lauren Trollinger Joyner y Anne Morris para ser las nuevas codirectoras.

### Obras escritas
Los trabajos académicos de Van Dyke incluyen:
- Un estudio interpretativo del significado en la danza: Voces de jóvenes estudiantes (1988)
- Las voces de las jóvenes estudiantes de danza (1990)
- Danza moderna en un mundo posmoderno (1992)
- Género y éxito en el mundo de la danza estadounidense (1996)
- La coreografía como modo de investigación: un estudio de caso (1998)
- Las audiencias inteligentes mantendrán a más artistas locales en casa (1998)
- Arte y lugar: la conexión local (1999)
- Intención: Preguntas sobre su papel en la coreografía (2001)
- Enseñanza de coreografía: comenzando con Craft (2005)
- Redefiniendo la excelencia (2009)
- Una mirada realista a la graduación de las carreras de baile: problemas y soluciones (2010)
- Desaparición: audiencias de baile en la era posmoderna (2010)
- Cuestionando las tendencias en la educación superior (2012)

### Premios y reconocimientos
- Premio de la Asociación Metropolitana de Danza por Servicio Sobresaliente al Campo, Washington D. C. (1979)
- Becario Fulbright a Portugal (1993)
- Beca de coreografía del Consejo de las Artes de Carolina del Norte (1993)
- Premio anual NC Dance Alliance por contribuciones al desarrollo de la danza en Carolina del Norte (2001)
- Premio Copperfoot a la coreografía del Departamento de Danza de la Universidad Estatal de Wayne (2005)
- Premio al profesor de danza para la educación superior de la revista Dance Teacher (2008)
- Coreografía (SPIKE) seleccionada para Sharing the Legacy Conference, Masterworks of the 20th Century concert en Hunter College, Nueva York (2008)
- Premio Gladys Strawn Bullard por iniciativa y perseverancia en liderazgo y/o servicio de UNC Greensboro (2010)
- Medalla de las Artes Betty Cone del United Arts Council of Greensboro (2011)

## Vida privada y muerte
Van Dyke se casó tres veces; primero a John Gamble, luego a John Robins y luego a Jerry Varner. Murió el 3 de julio de 2015 en Greensboro, Carolina del Norte, a la edad de 74 años después de luchar contra un cáncer peritoneal primario durante dos años y medio. El 22 de agosto de 2015 se llevó a cabo un servicio conmemorativo en el Dance Theatre en el edificio Mary Channing Coleman en el campus de la Universidad de Carolina del Norte en Greensboro y también se transmitió en vivo para aquellos que no pudieron asistir.

## Legado

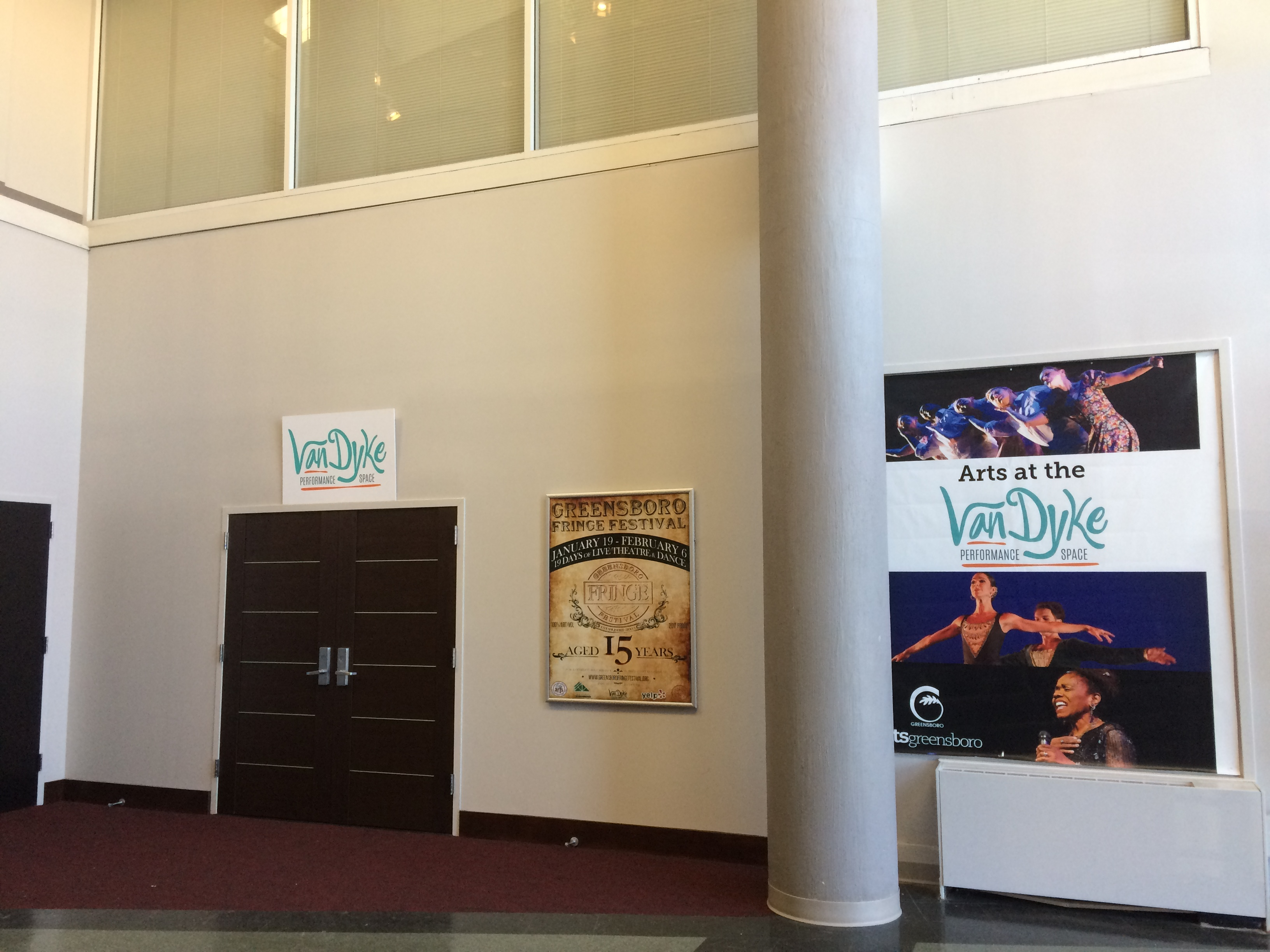
Espacio de actuación Van Dyke en el Centro Cultural de Greensboro

Van Dyke dejó un millón de dólares al United Arts Council of Greensboro, que usó los fondos para construir el Van Dyke Performance Space, un teatro de danza de caja negra de 7500 pies cuadrados en el primer piso del Centro Cultural de Greensboro .
El 25.º Festival de Danza de Carolina del Norte en 2015 estuvo dedicado a Van Dyke.